# East Coast Parkway
Der East Coast Parkway (Abkürzung: ECP, chin.: 东 海岸 公园 大道; Pinyin: Dōnghǎiàn Gongyuan Dadao; malay: Lebuhraya Taman Pantai Timur) ist eine Schnellstraße, die entlang der südöstlichen Küste von Singapur verläuft.
Die Schnellstraße ist ungefähr 20 Kilometer lang und verbindet Singapore Changi Airport im Osten mit der Benjamin Sheares Bridge im Süden der Hauptinsel, bevor sie in den Ayer Rajah Expressway übergeht. Sie hat auch eine Verbindung mit dem Pan Island Expressway am Changi Flyover, 1 km vor dem östlichen Ende der Schnellstraße.

## Geschichte
Der Bau der ersten Phase des East Coast Parkway von der Fort Road zur Marine Parade begann im Jahr 1971 und wurde 1974 abgeschlossen, gefolgt von einer Verlängerung der Phase 2, die 1976 bis zur Bedok South Road fertiggestellt wurde Singapore Changi Airport im Jahr 1980. Sie wurden auf dem wiedergewonnenen Land gebaut. Der Bau der Phase 4, die sich von der Fort Road bis zur Keppel Road erstreckt, begann 1977 und wurde am 18. April 1981 eröffnet. Er wurde 1981 anlässlich der Eröffnung des Singapore Changi Airport eröffnet. Obwohl es im Vorfeld bis zur Fertigstellung der letzten Überführung im Jahr 1989 Ampeln gab. Die Benjamin Sheares Bridge wurde 1982 zur gleichen Zeit eröffnet und bis zur Keppel Road verlängert.
Staus während der Vormittagsstunden haben zur Einführung des Road Pricing Scheme (RPS) geführt, bevor es am 1. April 1998 zum Electronic Road Pricing (ERP) weiterentwickelt wurde. Es kam mit dem anderen Portal in der Ophir Road zusammen.
Um die Entwicklung des neuen Stadtzentrums zu erleichtern, wurde die ECP nach der Benjamin Sheares Bridge abgebrochen, wobei der Abschnitt der Marina Bay nach der Umwandlung in eine Hauptstraße, die Sheares Avenue genannt wurde, neu ausgerichtet wurde Geschwindigkeiten von 80 km / h bis 70 km / h. Das Bewertungsschema wurde am 5. Juni 2006 begonnen und am 15. März 2007 abgeschlossen. Eine neue Schnellstraße, verbindet Marina Costal Expressway (MCE) die Kalang-Paya Lebar Expressway und Ayer Rajah Expressway und ist entlang der Küste von Marina South gebaut. Dies ist seit dem 21. September 2008 zusammen mit den Entwicklungen von Marina Bay Sands und Resorts World Sentosa geplant.
Dies führte zum Abriss der Ausfahrt 17 (Central Blvd, Marina South und Bayfront Avenue) in Richtung Osten und Exits 17A (Marina Place, Marina South, Central Blvd & Bayfront Avenue), 17 (Prince Edward Road) und 18 (Keppel Road) Richtung Westen, innerhalb der Telok Ayer Flyover.

## Stadtteile entlang der Autobahn
- Marina Bay
- Kallang
- Marine Parade
- Changi South